# Кинотеатры Иркутска
Первый киносеанс в Иркутске был проведён 14 апреля 1897 года в театре Вольского. В июне 1906 года в Интендантском саду был открыт первый постоянный летний кинотеатр.
По состоянию на 2014 год в Иркутске работает 10 кинотеатров. Самый большой по числу мест — «КиноJAM» (первый в Иркутске шестизальный киноплекс, вмещающий одновременно до 800 человек). В городе действуют две крупные региональные сети: «Баргузин» (кинотеатры Баргузин, Карамель, Киномолл, Don Otello, Орион — закрыт в 2014 году) и «Метелица» (кинотеатры Чайка и Второй Этаж).

## Действующие кинотеатры Иркутска[3]
| Название                    | Год открытия | Адрес                                                                         | Залов | Число мест                                                  |
| --------------------------- | ------------ | ----------------------------------------------------------------------------- | ----- | ----------------------------------------------------------- |
| Кинотеатр "Баргузин" (IMAX) | 2001         | ул. Байкальская, 107 52°15′59″ с. ш. 104°18′36″ в. д.                         | 4     | Зал №1 (IMAX) - 301, Зал №2 - 99, Зал №3 - 99, Зал №4 - 178 |
| Кинопарк «Карамель»         | 2011         | ул. Партизанская, 36 (ТЦ «Карамель», 5 этаж) 52°16′45″ с. ш. 104°18′09″ в. д. | 6     |                                                             |
| Кинотеатр «Don Otello»      | 2003         | ул. Грязнова, 1 52°16′54″ с. ш. 104°17′06″ в. д.                              | 1     | Зал №1 - 56                                                 |
| Дом кино                    | 2005         | ул. Мухиной, 2А (здание студии кинохроники) 52°13′50″ с. ш. 104°18′11″ в. д.  | 1     | 100                                                         |
| Кинотеатр «Звёздный»        | 2009         | ул. Декабрьских событий, 102 (РЦ «Звёздный») 52°16′47″ с. ш. 104°18′49″ в. д. | 3     | 237, 180                                                    |
| Мультиплекс «КиноJAM»       | 2010         | ул. Сергеева, 3 (ТРЦ «JAM Moлл») 52°15′54″ с. ш. 104°13′17″ в. д.             | 6     |                                                             |
| Кинотеатр «КиноКвартал»     | 2013         | ул. 3 Июля, 25 (ТРК «Модный Квартал») 52°16′24″ с. ш. 104°17′26″ в. д.        | 4     |                                                             |
| Художественный              | 2001         | ул. Карла Маркса, 24 52°16′50″ с. ш. 104°17′01″ в. д.                         | 1     | 400                                                         |
| Киномакс                    | 2017         | ул. Сергеева 3/5 (ТРК «СильверМолл»                                           | 13    | 2057                                                        |

Закрытые кинотеатры
| Название                         | Год открытия | Адрес                                                                             | Залов | Число мест |
| -------------------------------- | ------------ | --------------------------------------------------------------------------------- | ----- | ---------- |
| Чайка                            | 2002         | ул. Терешковой, 23 52°16′42″ с. ш. 104°15′10″ в. д.                               | 2     | 400, 200   |
| Кинотеатр «Второй Этаж» (ЗАКРЫТ) | 2007         | ул. Карла Маркса, 15 (ночной клуб «Стратосфера») 52°16′56″ с. ш. 104°17′05″ в. д. | 2     | 243, 165   |

### Киноклубы
| Название                  | Адрес                             | Число мест |
| ------------------------- | --------------------------------- | ---------- |
| Киноклуб «35 кадров»      | ул. Мухиной, 2А («Дом кино»)      |            |
| Киноклуб «Русский путь»   | ул. Мухиной, 13А                  |            |
| Киноклуб «Альянс Франсез» | ул. Российская, 20, аудитория 303 |            |